# Історія тютюну
У даній статті наводяться історії тютюну в його різних формах (включно зі всіма тютюновими виробами разом).
Тютюн має довгу історію, яка бере свій початок від звичаїв народів Америки. 

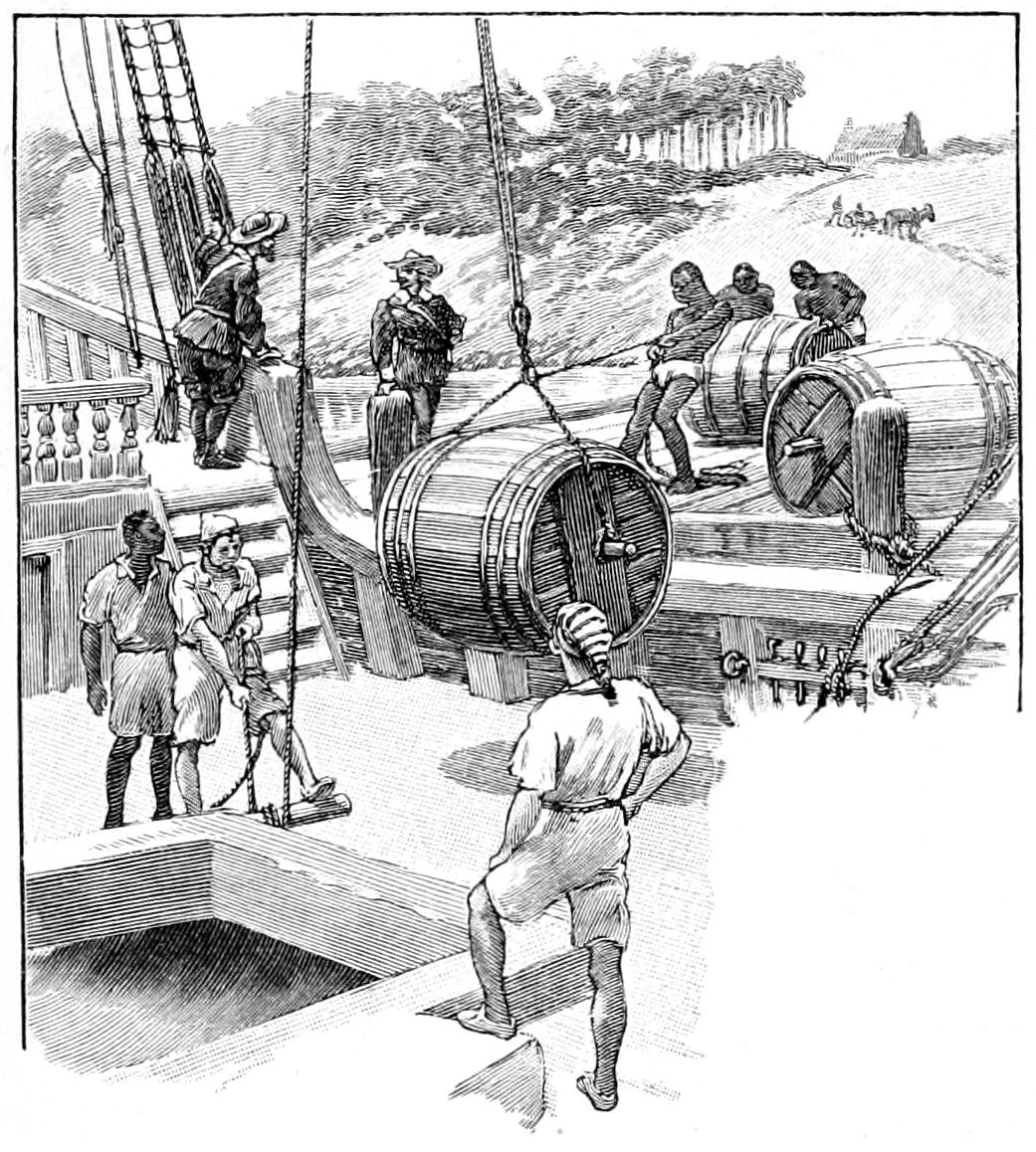
Завантаження товарного тютюну в Америці. 1910 рік.

## Історія поширення тютюну
Історичною Батьківщиною тютюну є Північна і Південна Америки.

### В Іспанії
В 1492 році під час експедиції до Америки Христофор Колумб висадившись на острові Гаунангані, названому ними (першовідкривачами) Сан-Сальвадор, побачив тютюн. Першовідкривачі з подивом спостерігали як місцеві жителі втягували в себе дим із тліючих листків якоїсь рослини, а також — як жують і проковтують його. Аборигени називали згортки висушеного листя «табако» і «сигаро».
Колумб так описав побачений обряд куріння:
| Нас зустріла безліч майже оголених людей, дуже дивних і сильних, які йшли із своїх поселень з палаючими головешками в руках і травою, дим якої вони "пили". Інші несли одну велику сигару і при кожній зупинці запалювали її, після чого кожен робив з неї три-чотири затяжки, випускаючи дим через ніздрі. Коли всі таким чином освіжались, вирушали в путь знову, а хлопчики несли палаючі головешки до наступної зупинки.[2] |
Спутники Колумба повернулись в Іспанію і привезли з собою невеликі запаси тютюну і звичку його куріння. 
Іспанське слово «tabaco», яке було запозичене з мови південноамериканського племені араваків означало різновид люльки для куріння.
Докладніше див.: Етимологія назви

Колумб привіз тютюн до іспанського королівського двору, де рослину довгий час вирощували як декоративну. 
Родріго де Хересу — члену команди, яка плавала в Америку на Санта-Марії, приписують те, що він був першим європейським курцем. Згодом був заарештований за підозрою в одержимості дияволом, оскільки співвітчизники вирішили, що дим, що валив з рота Родріго — явна ознака одержимості дияволом. Хереса посадили у в'язницю, де він пробув цілих сім років, поки його не випустили.
Лише у середині XVI століття особистий лікар короля Іспанії Філіпа ІІ почав рекламувати рослину як універсальні ліки.
До 1600 року в американських колоніях Іспанії з'явилися комерційні плантації тютюну. У 1612 році Джон Ролф зібрав перший свій урожай в англійській колонії Джеймстаун (Вірджинія), після чого країнами, в які він завозився з цих плантацій був охрещений вірджинський. Менш, ніж через 10 років тютюн став однією з головних статей віргінського експорту і навіть використовувався колоністами як своєрідна валюта при обмінній торгівлі.

### У Франції
У Францію тютюн потрапив у 1556 році з Бразилії. Його було привезено з подорожі монахом Андре Теве. Андре в околицях свого міста Ангулеме засіяв плантацію тютюну. Згодом цю рослину називали «ангулемською травою».
Французький посол у Португалії Жан Ніко Вільман привіз з Іспанії нюхальний тютюн у Париж. Жан Ніко французькій королеві Катерині Медичі запропонував тютюн як лікарський засіб від головного болю (саме звідси виникло слово «нікотин»). Нюхальний тютюн швидко входить в моду.
Кардинал Рішельє в 1621 році ввів податок на продаж тютюну. Міністр Кольбер зробив з виробництва і продажу тютюну королівську монополію. В ті часи виробництво тютюну було найрозвинутішим в Європі.

### В Російській імперії
Ставлення до тютюну у допетровські часи було різконегативне, так російській цар Олексій карав курців батогами та виривав їм ніздрі. Викриті в цій звичці в перший раз отримували 60 ударів палок по стопам, в другий раз їм відрізали ніс і вуха. Після великої пожежі в 1634 році (згоріла дерев'яна Москва) курців жорстоко карали.
Змінив заборону на куріння Петро І в 1697 році, коли привив собі цю звичку в Нідерландах.
У 1717 році з указу Петра І збудовано в Охтирці (Харківщина) першу в Україні (і в Російській Імперії) тютюнову фабрику, що мала плантації найкращих сортів тютюну (50 га).

### В Османській імперії
Султан Мурад IV (1623-1640) наказував відрубувати руки курцям в Оттоманській імперії.

### В Японії
До берегів Японії звичка палити тютюн дійшла у XVI сторіччі завдяки португальським морякам та купцям. Незважаючи на закони, що забороняли куріння, штрафи, арешти, конфіскацію власності у продавців тютюну ці заходи не мали сили.

### В Африці
За 150 років тютюн поширився Євразією і потрапив до Африки. Паління тютюну поширюють англійці після 1565 року.

### На українських територіях в складі Російської імперії
В Україні площа під тютюном і махоркою постійно зростала: з 550 га у 1727 до 22 000 га у 1860. Це були переважно плантації садиб великих землевласників, але тютюн плекали також на своїх селяни, козаки, купці. 
У Одесі в 1864 р. працювало 15 тютюнових фабрик, що належали представникам дворянської верстви, які експортували свою продукцію до Китаю, Японії, Німеччини.
В Наддніпрянській Україні сировина для тютюнового товарного виробництва купувалася на близьких і віддалених ярмарках або безпосередньо у поміщиків та селян. У 1911 посівна площа в 9 українських губерніях зросла до 28 490 га (у тому числі 13870 на Полтавщині і 13440 на Чернігівщині); у 1913 зменшилася до 24700 га (у тому числі 8 600 припадало на тютюн, 16 100 на махорку), що становило 44% площі під тютюном у Російській імперії. З цих губерній культура тютюну поширилася на Крим і Бессарабію, а в другій половині 19 ст. на Кубань і чорноморське узбережжя Кавказу. 
Тютюнництво приносило урядові великі прибутки: у Російській імперії з допомогою акцизу, в Австро-Угорщині — тютюнової монополії.
Вирощування, пачкарство і продаж тютюну завжди було справою державною, оскільки це давало чималий прибуток. Тому держава завжди намагався контролювати цю галузь виробництва і продажу.
У дореволюційній Росії караїмам належала майже вся тютюнова промисловість у Криму, Москві, Петербурзі й Києві.
На Волині з 1915-1917 років відбувався спад тютюнового виробництва. Причиною спаду і призупинення тютюнового виробництва була відсутність сировини — як результат розладу транспорту і неврегулювання робітничого питання. Власник тютюнової фабрики І.Боярський повідомляв, що якщо Україна і надалі буде відірвана від основних ринків сирого листового тютюну — Кавказу і Криму, то на середину 1918 року можлива повна зупинка всіх фабрик. Цифри, наведені фабрикантом, свідчили про різке скорочення потужностей тютюнового виробництва: в 1914 році фабрикою було вироблено 14130 пудів тютюну, в 1915 році – 12718 пудів, в 1916 році – 16657 пудів, у 1917 році – 4495 пудів.

### Тютюн в УРСР
У 1920 — 30-х роках посівні площі під тютюном і махоркою значно зросли; з 1950-х років площа під тютюном не зазнала значних змін, натомість зменшилася площа під махоркою (її перестали курити). Зміни посівної площі в УРСР подано у таблиці (у тис. га):
|         | 1913 | 1940 | 1950 | 1960 | 1970 |
| тютюн   | 8,6  | 22,3 | 21,1 | 25,6 | 24,8 |
| махорка | 16,1 | 39,5 | 35,9 | 16,7 | 2,2  |

У 1950-х роках площа тютюну в УРСР становила до 30% загальносоюзної, тепер близько 17%. Валовий збір тютюну в УРСР становив 1970 23 тис. т, махорки — 2,3 тис. т; урожай 9,3 і 10,6 центнерів з га.
Основні посівні площі тютюну розміщені на Поділлі (зокрема в Тернопільській і Хмельницькій областях, на Покутті, у Криму і на Закарпатті, а також на Кубані й чорноморському узбережжі Кавказу. 
В СРСР були поширені сорти тютюну: трапезонд, крупнолистий, самсун, дюбек, американ.

### Тютюн в Україні. Сортотипи
Вітчизняний тютюн вирощують, в основному, на Кримському півострові, а також у Вінницькій, Закарпатській, Івано-Франківській, Хмельницькій і Тернопільській областях. Станом на 2007-2008 роки прикладом олігопольного ринку в Україні був і залишається ринок тютюнових виробів, де загальна частка п'яти найбільших суб'єктів господарювання становить 97% ринку.
Докладніше див.: Сорти тютюну, Вирощування тютюну в Україні

## Індустріалізація
Тепер тютюн вирощують у багатьох країнах світу. Висушене листя деяких видів тютюну використовують для тютюнопаління. Станом на 2011 рік майже весь промисловий тютюн генетично модифікований.

## Сучасне
Див.також: Тютюнове лобі, Олігополії в сучасній Україні